# Милиметар (песма)
Милиметар је песма српског поп музичара Жељка Јоксимовића. Објављена је 5. јула 2017. године као сингл за издавачку кућу Minacord Production.

## О песми
Јоксимовић је музику за ову песму искомпоновао у току једне ноћи, инспирисан сазнањем да је његова супруга Јована трудна и да носи близанце. Он је Милиметар описао као модерну композицију, у којој може да се чује и звук осамдесетих.

## О споту
Аутор спота је Милош Кречковић. У првих седамдесетак секунди у фокусу је глумица Миљана Гавриловић, претходно најпознатија по главној улози у ТВ серији Фолк. Она је представљена као девојка која одлази у један шопинг центар, где чује Јоксимовићев сингл, који јој измами осећаје среће и задовољства. Остатак спота приказује певача и његове пријатеље како играју уз ритмове ове песме.

## Музичари
- Жељко Јоксимовић — вокал, пратећи вокали, клавијатуре, програмирање
- Сузана Бранковић — пратећи вокали
- Јелена Ђурић — пратећи вокали